# Panemunėlio GS
Panemunėlio GS (il cui nome senza acronimi in lituano è Panemunėlio geležinkelio stotis, ovvero stazione ferroviaria di Panemunėlis) è una città del distretto di Rokiškis della contea di Panevėžys, nel nord-est della Lituania. Secondo un censimento del 2011, la popolazione ammonta a 562 abitanti. È una frazione sita ad ovest di Panemunėlis e centro dell’omonima seniūnija.

## Storia
La stazione ferroviaria che collega Radviliškis a Daugavpils fu fondata nel 1873 e da allora il villaggio ha iniziato a crescere rapidamente, anche nel XX secolo, al punto di superare Panemunėlis per numero di abitanti. La stazione è attualmente dismessa.

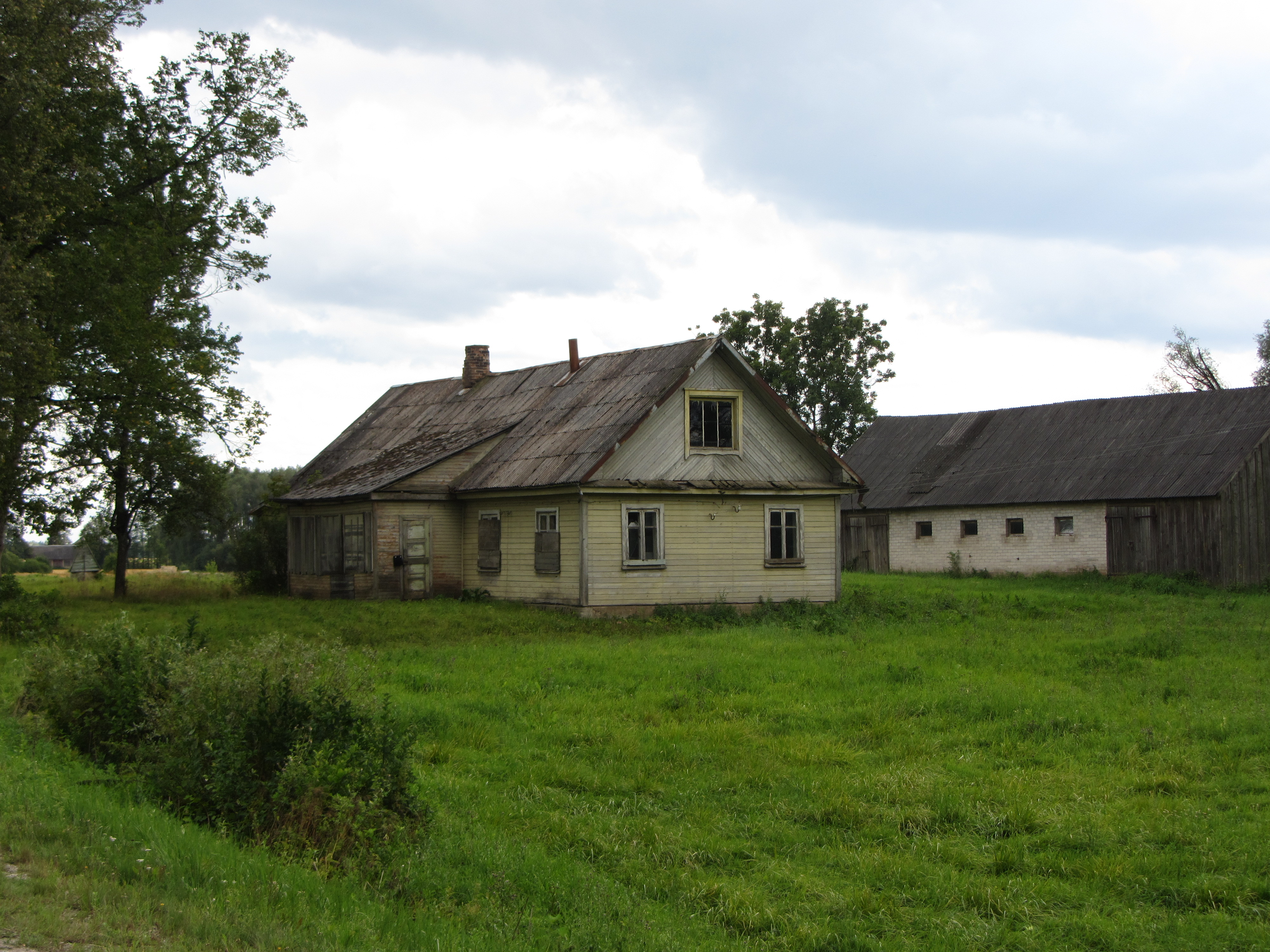
Casa di campagna

Panemunėlio GS era famosa per la sua fabbrica di lino, operativa dal 1937. Attualmente è stata rimpiazzata da una società di lavorazione del legno. Nell'insediamento c'è una cappella, una scuola, una biblioteca (dal 1937), un ufficio postale (LT-42031), una segheria e un mulino. Il perimetro dell'insediamento è perfettamente regolare perché sviluppatosi solo alla fine del XIX secolo.

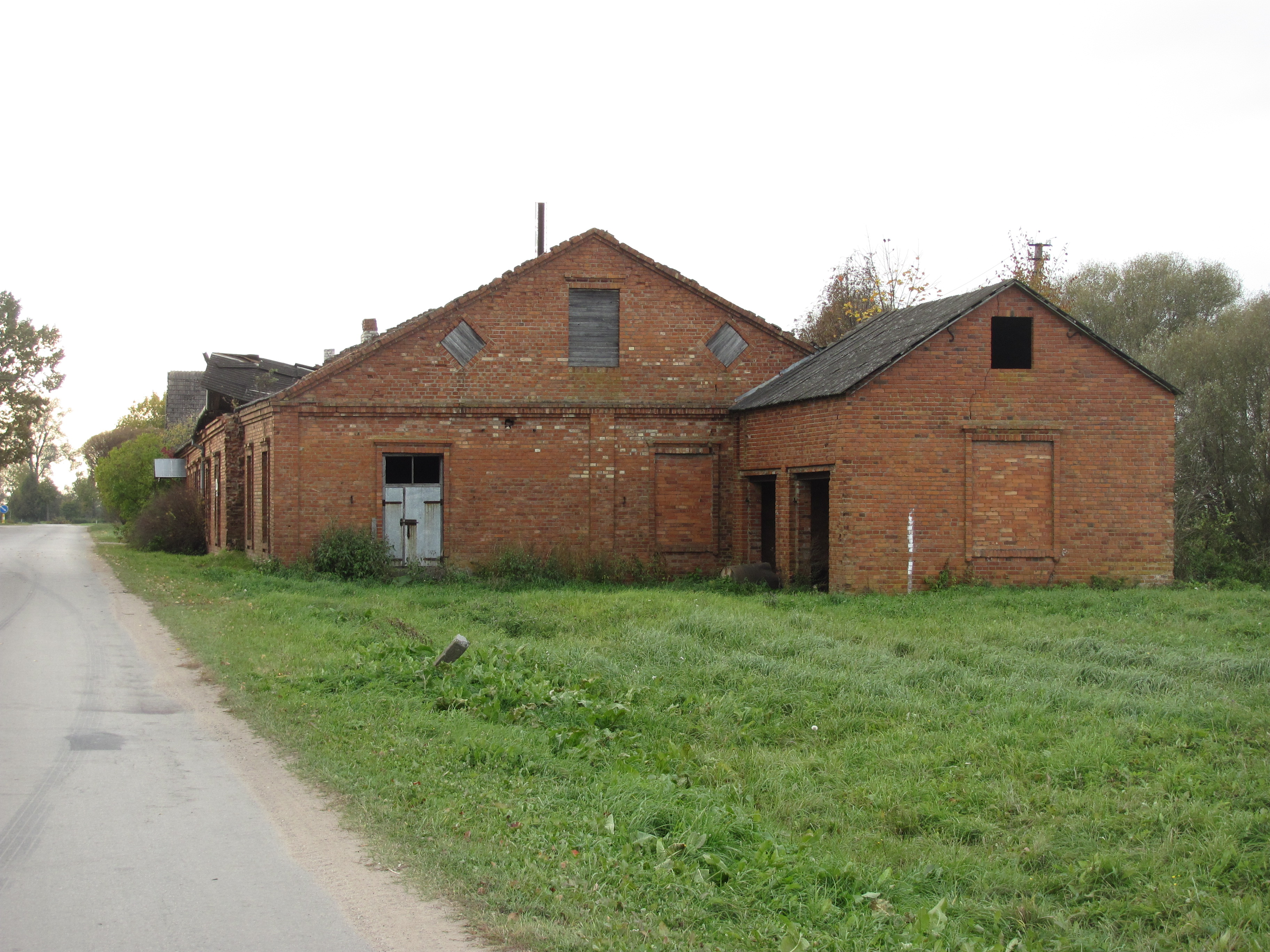
Ex edificio volto alla manutenzione del tratto ferroviario locale

Nell’epoca della RSS Lituana, quando facente ancora parte di Panemunėlis, è stata sede di fattorie collettive.